# اداره حفاظت از مزارع

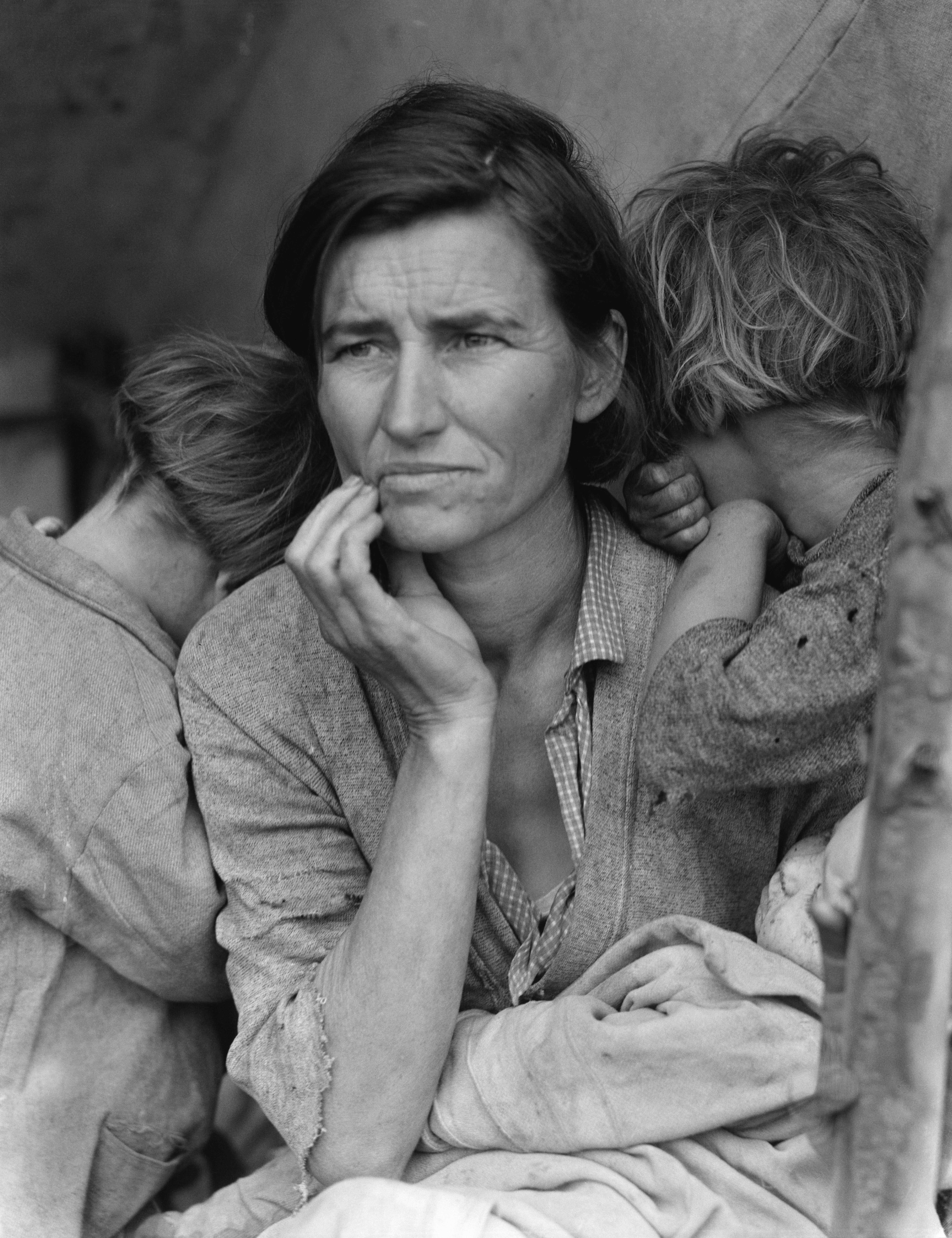
مادر مهاجر، عکاس: دوروتا لنگ

در سال ۱۹۲۹ بورس اوراق بهادار نیویورک تنزل کرد. این تنزل، آغاز یک رکود اقتصادی بود که تا انتهای دهه ۱۹۳۰ ادامه داشت. خیلی زود، میلیون‌ها نفر بیکار شدند، بانک‌ها اعتبارات را محدود ساختند و بسیاری از مشاغل تعطیل شد. فاجعه‌ی کم‌وبیش همزمان و همپوشان و هم‌افزا با این بحران، خشکسالی طولانی و داست‌بول بود، که دشت بزرگ آمریکا را به آستانه‌ی نابودی کشاند و بیابان برهوت بزرگی از تگزاس تا داکوتای شمال و جنوبی ایجاد کرد.
رکورد گسترده اقتصادی ایالات متحده در سال های ۱۹۳۵ تا ۱۹۴۳، فرانکلین دی. روزولت، رئیس جمهور آمریکا را ترغیب کرد تا از عملیات عکاسی فدرال حمایت مالی بکند تا دامنه‌ی کامل ویرانگری اقتصادی در ایالات متحده ثبت شود. او امیدوار بود که این تصاویر، حمایت وی از کشاورزان را تقویت نماید. چشمگیرترین نمونه‌ی این اقدامات به سال ۱۹۳۵ یعنی هنگامی که وزارت کشاورزی، روی استرایکر را برای بخش تاریخی اداره‌ی اسکان مجدد استخدام کرد برمی‌گردد. دو سال بعد، این عملیات تحت عنوان اداره حفاظت از مزارع یا FSA شناخته شد (FSA در سال 1942 به اداره‌ی اطلاعات جنگ یا OWI منتقل شد). استرایکر برنامه عکاسی را تا اکتبر ۱۹۴۳ رهبری کرد.
عکاسانی نظیر: واکر ایوانز، دوروتیا لنگ، راسل لی، بن شان، جان واشون، ماریون پست ولکات، کارل میدانز، گوردون پارکس، جان کالیر پسر و جک دلان در این فرایند مشغول به عکاسی مشغول بودند.

## نگارخانه

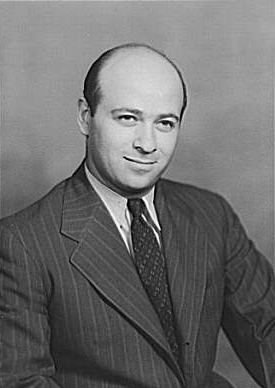
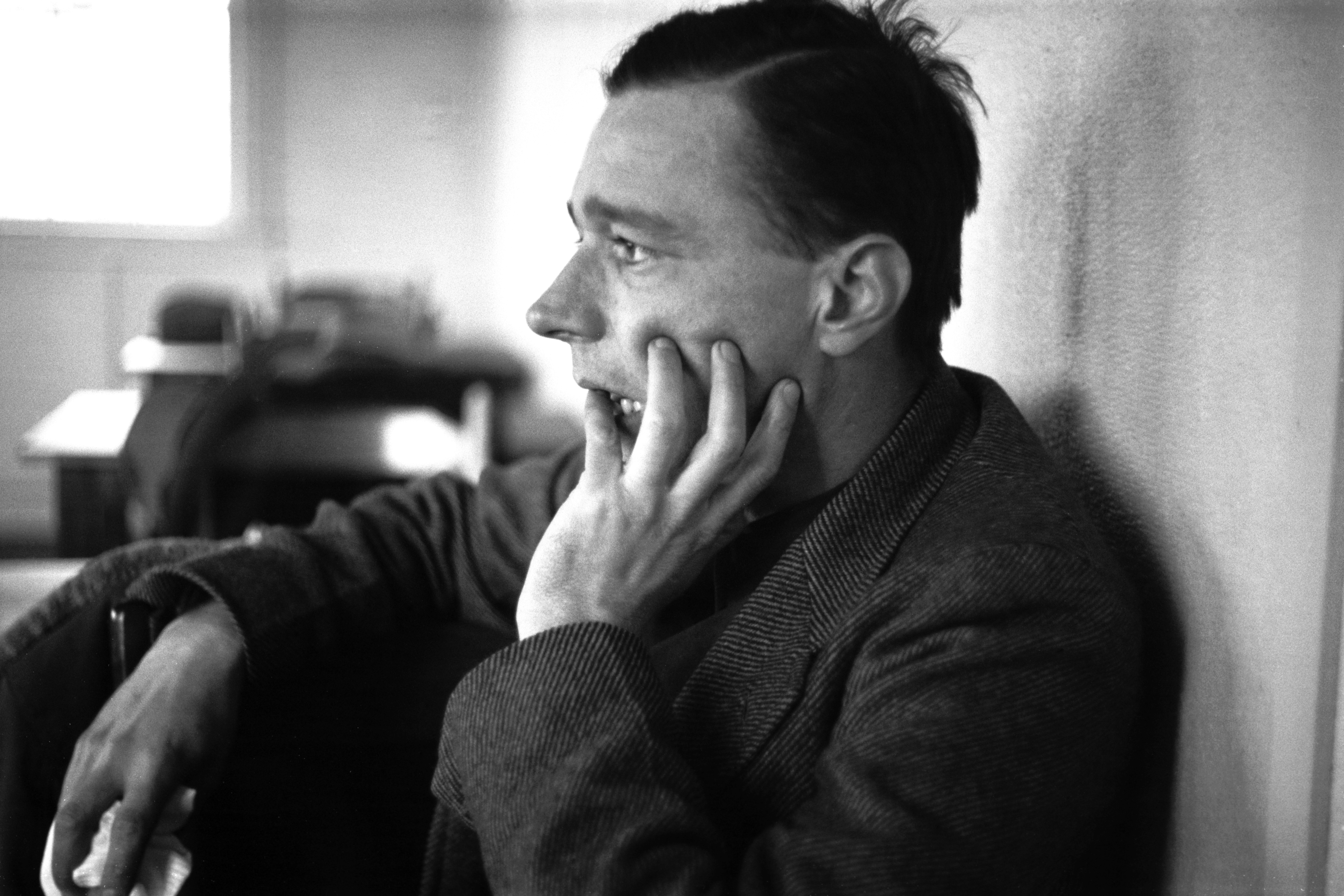
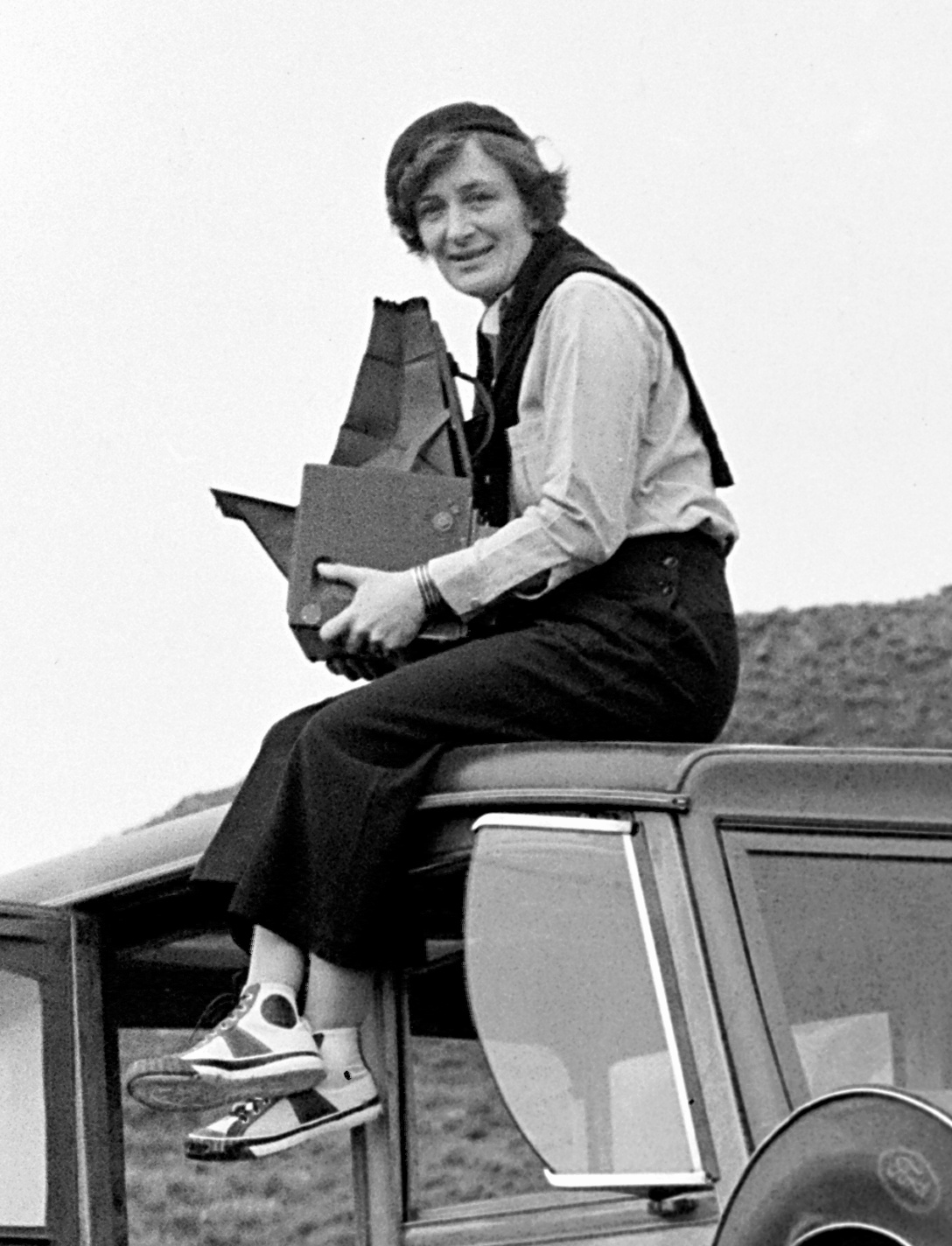
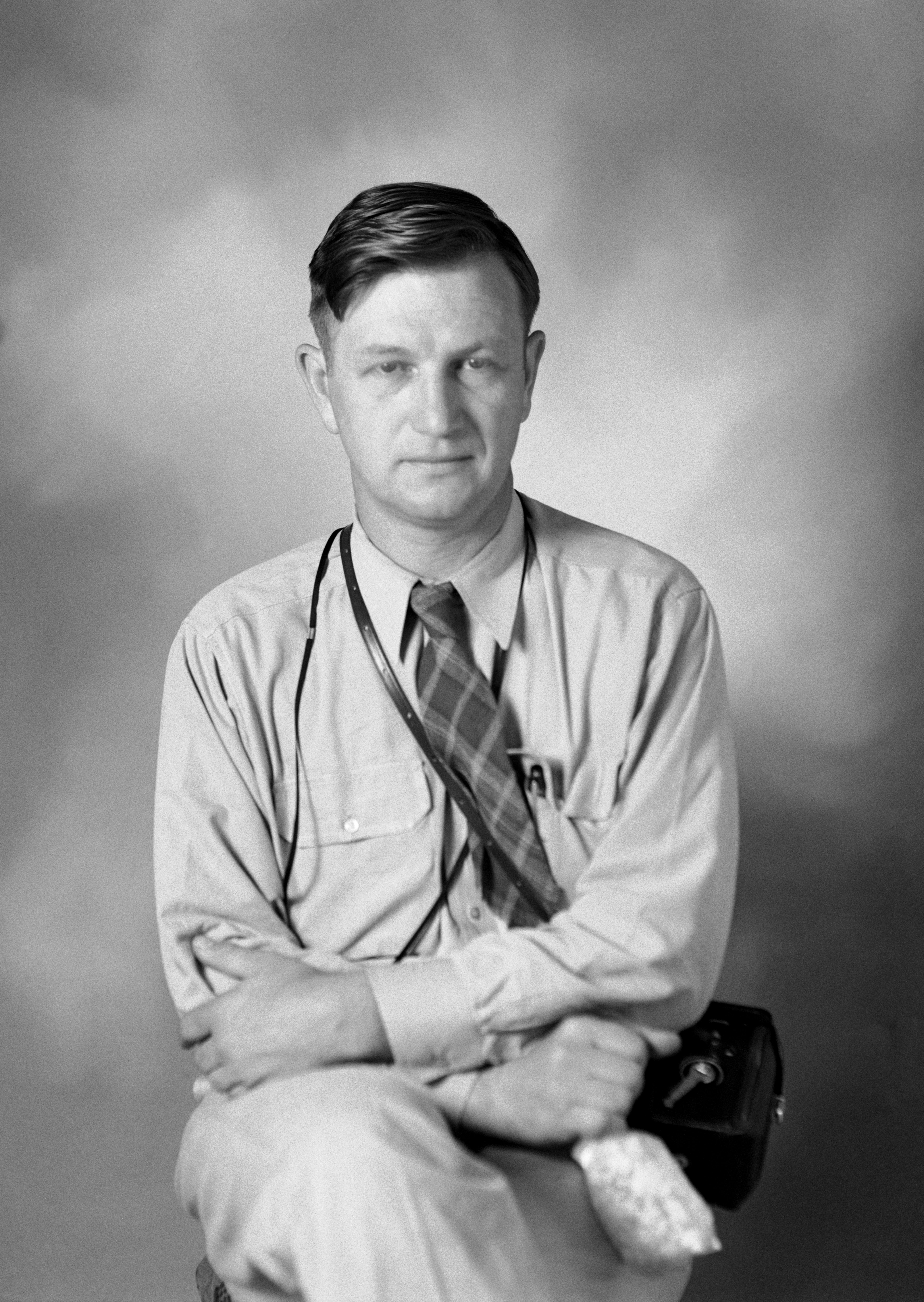
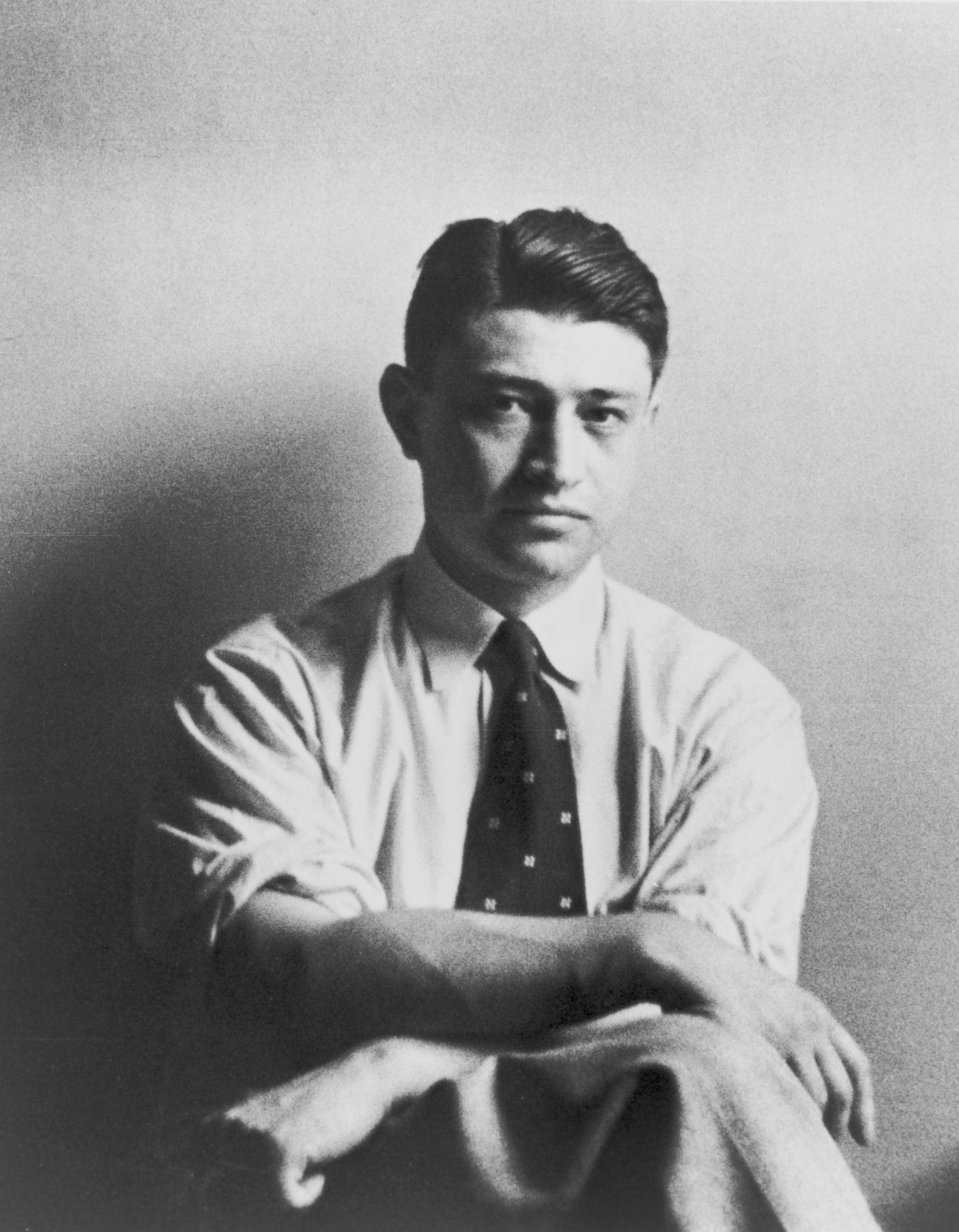
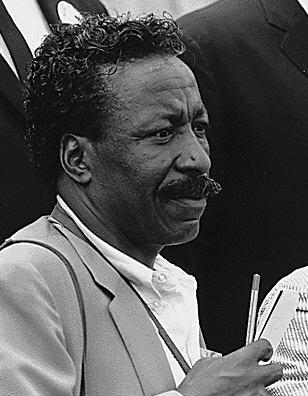
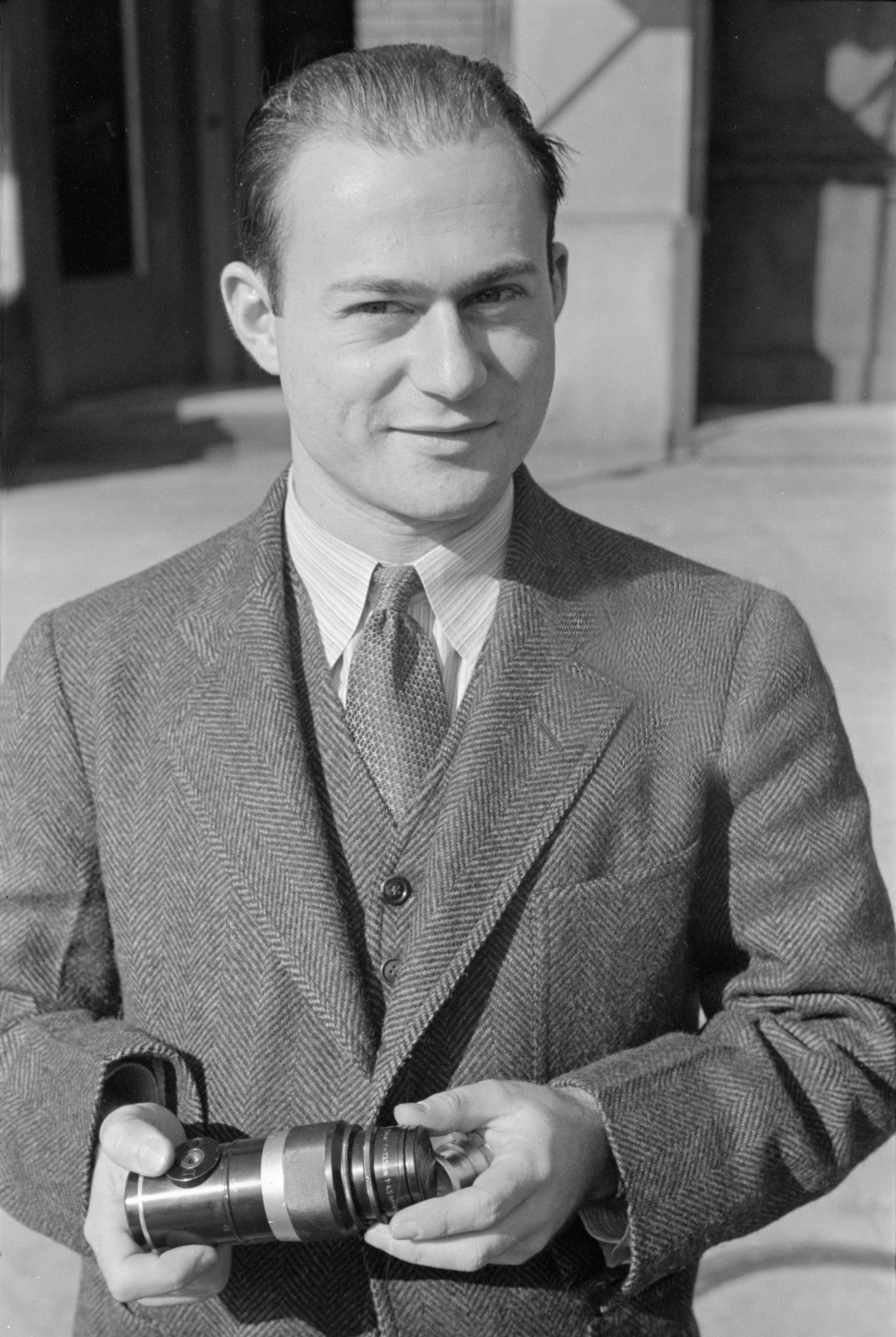
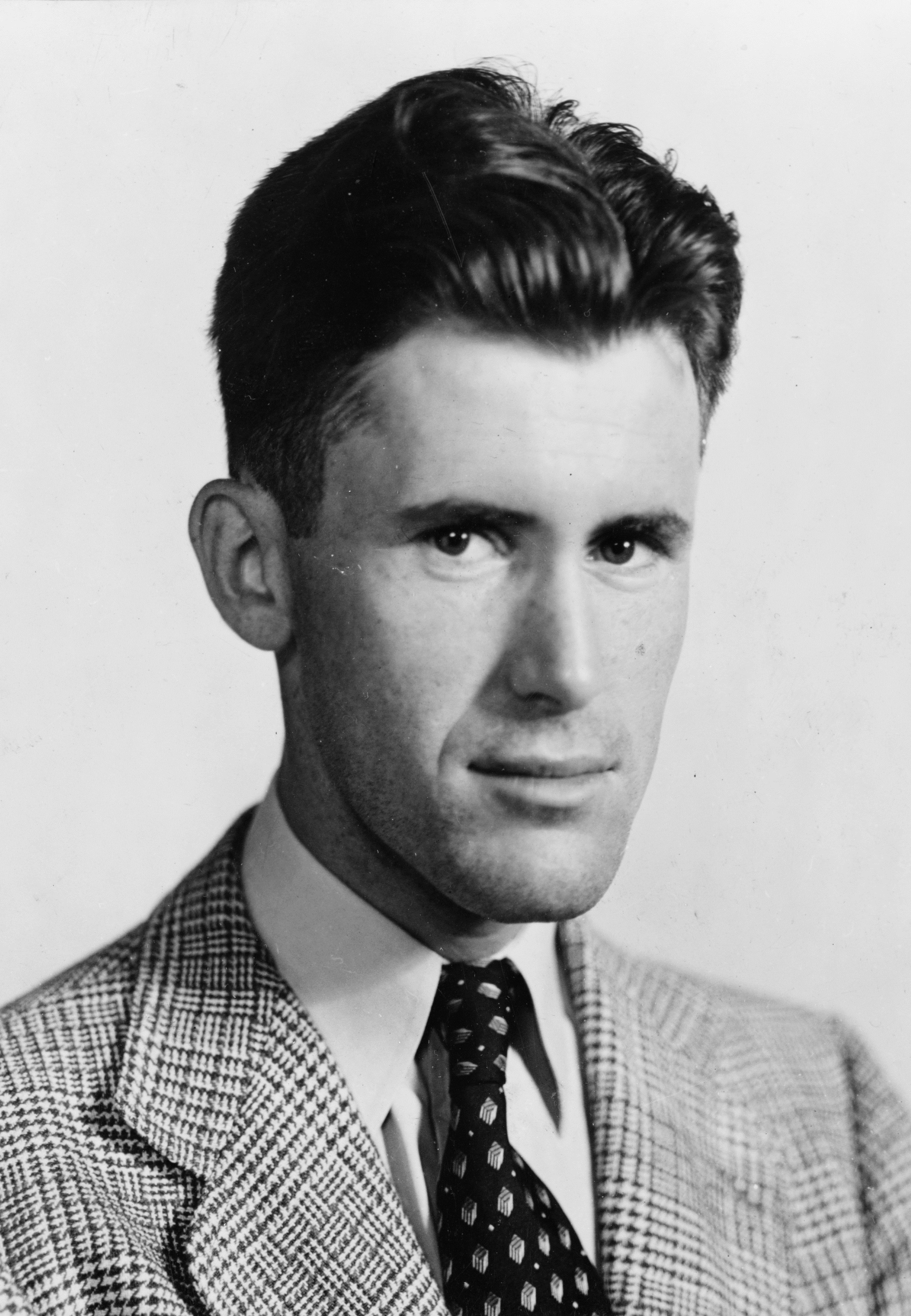
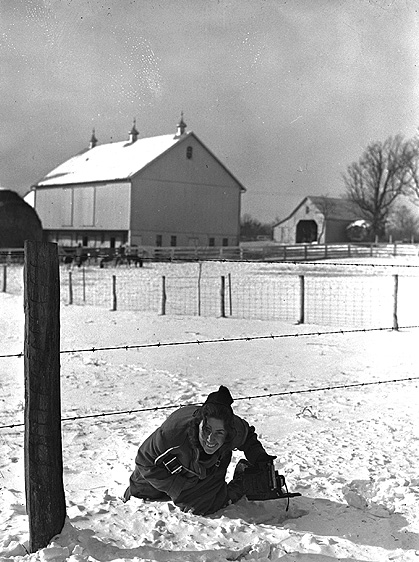